# Сэкиядо (княжество)

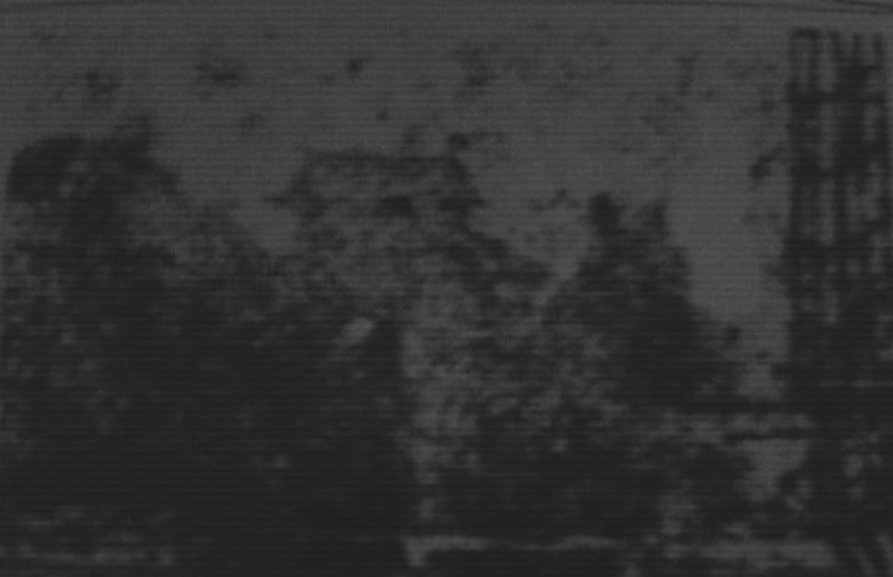
Замок Сэкиядо, 1860-е годы

Княжество Сэкиядо (яп. 关宿藩 Сэкиядо-хан) — феодальное княжество (хан) в Японии периода Эдо (1590—1871), в провинции Симоса региона Токайдо на острове Хонсю (на севере современной префектуры Тиба).

## История княжества
Административный центр княжества: замок Сэкиядо (современный город Нода, префектура Тиба).
Доход хана.
- 1590—1616 годы: 22 700 коку риса
- 1617—1619 годы: 26 000 коку риса
- 1619—1640 годы: 22 700 коку риса
- 1640—1644 годы: 20 000 коку риса
- 1644—1656 годы: от 17 000 до 27 000 коку риса
- 1656—1669 годы: от 50 000 до 45 000 коку риса
- 1669—1683 годы: 50 000 коку риса
- 1683—1705 годы: от 53 000 до 73 000 коку риса
- 1705—1871 годы: от 50 000 до 68 000 коку риса

Замок Сэкиядо находился в месте слияния рек Тоне и Эдогава, и, таким образом, имел стратегическое положение для управления речным судоходством на севере Канто, а также прикрывал северо-восточные подходы к Эдо, столице сёгуната Токугава.
В 1590 году после битвы при Одавара регион Канто был передан Токугаве Иэясу, который назначил своего сводного брата Мацудайру (Хисамацу) Ясумото (1552—1603) правителем домена Сэкиядо с доходом 20 000 коку. В 1591 году его доход был увеличен до 40 000 коку. В 1603 году после смерти Ясумото вторым даймё стал его старший сын Мацудайра Тадаёси (1582—1624). В 1616 году он был переведён Огаки-хан (провинция Мино).
В 1617—1619 годах княжеством владел Мацудайра Сигэкацу (1549—1621), бывший правитель Сандзё-хана в провинции Этиго. В 1619 году Мацудайра Сигэкацу был переведён в Ёкосука-хана (провинция Симоса).
В 1619 году в Сэкиядо-хан был переведён Огасавара Масанобу (1607—1640), бывший владелец Кога-хана в провинции Симоса. В 1640 году ему наследовал приёмный сын Огасавара Саданобу (1631—1714), который в том же году был переведен в Такасу-хан (провинция Мино).
В 1640—1644 годах княжеством владел Ходзё Удзисигэ (1595—1658), который ранее правил в Куно-хане (провинция Тотоми). В 1644 году его перевели в Танака-хан (провинция Суруга).
В 1644 году в Сэкиядо-хан был переведён Макино Нобусигэ (1578—1650), ранее владевший Исидо-ханом в провинции Мусаси. В 1647 году он передал власть в княжестве своему второму сыну Макино Нарисигэ (1607—1677), который в 1656 году был переведён в Танабэ-хан (провинция Танго).
В 1656 году княжество получил во владение Итакура Сигэмунэ (1586—1657), бывший ранее сосидаем Киото. В 1657 году ему наследовал старший сын Итакура Сигэсато (1619—1662). В 1662—1669 годах 3-м правителем Сэкиядо-хана был его сына Итакура Сигэцунэ (1643—1688). В 1669 году он получил во владение Исэ-Камэяма-хан (провинция Исэ).
В 1669—1683 годах Сэкиядо-хан принадлежал роду Кудзё. В 1669 году Кудзё Хироюки (1609—1679) получил во владение княжество Сэкиядо. В 1679 году ему наследовал третий сын Кудзё Сигэюки (1659—1720), который в 1683 году был переведён в Нивасэ-хан (провинция Биттю).
В 1683 году в Сэкиядо-хан был переведён Макино Нарисада (1634—1712). В 1695 году он передал власть в уделе своему приемному сыну Макино Нарихару (1682—1707). В 1705 году Макино Нарихару был переведён в Ёсида-хан в провинции Микава.
В 1705 году княжество вторично получил Кудзё Сигэюки (1659—1720), ранее правивший в Ёсида-хане (провинция Микава). Его потомки управляли Сэкиядо-ханом вплоть до 1871 года. 6-й даймё Кудзё Хиротика (1830—1862) играл важную роль в период Бакумацу. Будучи родзю, Кудзё Хиротика выступал против репрессий Ансэй, проведенных Ии Наосукэ. Кудзё Хиротика был ключевым сторонником «Кобу гаттай», поддерживал заключение союза между сёгунатом Токугава и императорской фамилией, был одним из членов делегации, подписавшим договоры о завершении самоизоляции Японии.
Во время Войны Босин (1868—1869) Сэкиядо-хан официально оставался сторонником сёгуната. Многие самураи из княжества служили в Согитаи (элитном корпусе при сёгуне). Но многие молодые самураи поддерживали идею «Сонно Дзёи» и перешли на сторону Союза Саттё. После битвы при Уэно последний даймё Сэкиядо-хана Кудзё Хиронари (1868—1871) перешел на сторону нового императора Мэйдзи. В 1869 году он был назначен губернатором Сэкиядо-хана при новой администрации. Позднее Кудзё Хиронари получил титул сисяку (виконта) и звание пэра.
Сэкиядо-хан был ликвидирован в июле 1871 года и вошел в состав префектуры Тиба.

## Правители княжества
- Род Мацудайра (ветвь Хисамацу), 1590—1616 (фудай-даймё)

| № | Имя               | Имя      | Годы правления | Годы жизни   | Примечания                               |
| - | ----------------- | -------- | -------------- | ------------ | ---------------------------------------- |
| 1 | Мацудайра Ясумото | 松平康元 | 1590 — 1603    | 1552 — 1603  | Второй сын Хисамацу Тосикацу (1526—1587) |
| 2 | Мацудайра Тадаёси | 松平忠良 | 1603 — 1616    | 1582 — 16346 | Второй сын и преемник Мацудайры Ясумото  |

- Род Мацудайра (ветвь Номи), 1617—1619 (фудай-даймё)

| № | Имя                | Имя      | Годы правления | Годы жизни  | Примечания                      |
| - | ------------------ | -------- | -------------- | ----------- | ------------------------------- |
| 1 | Мацудайра Сигэкацу | 北条氏重 | 1617 — 1619    | 1549 — 1621 | Четвертый сын Мацудайры Сигэёси |

- Род Огасавара, 1619—1640 (фудай-даймё)

| № | Имя                | Имя        | Годы правления | Годы жизни  | Примечания                                         |
| - | ------------------ | ---------- | -------------- | ----------- | -------------------------------------------------- |
| 1 | Огасавара Масанобу | 小笠原政信 | 1619 — 1640    | 1607 — 1640 | Старший сын Огасавары Нобуюки                      |
| 2 | Огасавара Саданобу | 小笠原貞信 | 1640 — 1640    | 1631 — 1714 | Сын Такаги Садакацу, усыновлён Огасаварой Масанобу |

- Род Ходзё, 1619—1640 (тодзама-даймё)

| № | Имя            | Имя      | Годы правления | Годы жизни  | Примечания                                   |
| - | -------------- | -------- | -------------- | ----------- | -------------------------------------------- |
| 1 | Ходзё Удзисигэ | 北条氏重 | 1640 — 1644    | 1595 — 1658 | Сын Хосины Масанао, усыновлён Ходзё Удзикацу |

- Род Макино, 1644—1656 (фудай-даймё)

| № | Имя             | Имя      | Годы правления | Годы жизни  | Примечания                            |
| - | --------------- | -------- | -------------- | ----------- | ------------------------------------- |
| 1 | Макино Нобусигэ | 牧野信成 | 1644 — 1647    | 1578 — 1650 | Третий сын Макино Ясусигэ (1548—1599) |
| 2 | Макино Нарисигэ | 牧野親成 | 1647 — 1656    | 1607 — 1677 | Второй сын и преемник Макино Нобусигэ |

- Род Итакура, 1656—1669 (фудай-даймё)

| № | Имя              | Имя       | Годы правления | Годы жизни  | Примечания                      |
| - | ---------------- | --------- | -------------- | ----------- | ------------------------------- |
| 1 | Итакура Сигэмунэ | 板倉 重宗 | 1656 — 1656    | 1586 — 1656 | Старший сын Итакура Кацусигэ    |
| 2 | Итакура Сигэсато | 板倉重宗  | 1656 — 1661    | 1619 — 1662 | Старший сын Итакуры Сигэмунэ    |
| 3 | Итакура Сигэцунэ | 板倉重常  | 1662 — 1669    | 1643 — 1688 | Сын и преемник Итакуры Сигэсато |

- Род Кудзё, 1669—1683 (фудай-даймё)

| № | Имя           | Имя       | Годы правления | Годы жизни  | Примечания                                     |
| - | ------------- | --------- | -------------- | ----------- | ---------------------------------------------- |
| 1 | Кудзё Хироюки | 久世 広之 | 1669 — 1679    | 1609 — 1679 | Третий сын хатамото Кудзё Хиронобу (1561—1626) |
| 2 | Кудзё Сигэюки | 久世重之  | 1679 — 1683    | 1659 — 1720 | Третий сын и преемник Кудзё Хироюки            |

- Род Макино, 1683—1705 (фудай-даймё)

| № | Имя             | Имя       | Годы правления | Годы жизни  | Примечания                                      |
| - | --------------- | --------- | -------------- | ----------- | ----------------------------------------------- |
| 1 | Макино Нарисада | 牧野 成貞 | 1693 — 1695    | 1634 — 1712 | Второй сын хатамото Макино Таданари (1606—1660) |
| 2 | Макино Нарихару | 牧野親成  | 1695 — 1705    | 1682 — 1707 | Приёмный сын Макино Нарисады                    |

- Род Кудзё, 1705—1871 (фудай-даймё)

| № | Имя            | Имя       | Годы правления         | Годы жизни  | Примечания                                                           |
| - | -------------- | --------- | ---------------------- | ----------- | -------------------------------------------------------------------- |
| 1 | Кудзё Сигэюки  | 久世重之  | 1705 — 1720 (вторично) | 1659 — 1720 | Третий сын и преемник Кудзё Хироюки                                  |
| 2 | Кудзё Тэруюки  | 久世暉之  | 1720 — 1748            | 1699 — 1749 | Старший сын и преемник Кудзё Сигэюки                                 |
| 3 | Кудзё Хироаки  | 久世広明  | 1748 — 1785            | 1732 — 1785 | Старший сын хатамото Кудзё Хиробу, усыновлён Кудзё Тэруюки           |
| 4 | Кудзё Хироясу  | 久世広明  | 1785 — 1817            | 1751 — 1821 | Старший сын Кудзё Хироаки                                            |
| 5 | Кудзё Хиротака | 久世広運  | 1817 — 1830            | 1799 — 1830 | Старший сын Кудзё Ясуюки (1771—1839) и внук 4-го даймё Кудзё Хироясу |
| 6 | Кудзё Хиротика | 久世 広周 | 1830 — 1862            | 1819 — 1864 | Сын хатамото Окуса Такаёси (ум. 1840), усыновлён Кудзё Хиротакой     |
| 7 | Кудзё Хирофуми | 久世広文  | 1862 — 1868            | 1854 — 1899 | Старший сын Кудзё Хиротики                                           |
| 8 | Кудзё Хиронари | 久世広業  | 1868 — 1871            | 1858 — 1911 | Второй сын Кудзё Хиротики                                            |